# ایلیا گروف (بازیکن فوتبال، زاده ۲۰۰۰)
ایلیا گروف (بلغاری: Илия Илиев Груев؛ زادهٔ ۶ مهٔ ۲۰۰۰) بازیکن فوتبال اهل بلغارستان است.
وی همچنین در تیم‌های ملی فوتبال Bulgaria national under-17 football team, Bulgaria national under-18 football team, Bulgaria national under-19 football team، و زیر ۲۱ سال بلغارستان بازی کرده‌است.